# Бранислав Шеварлић
Бранислав Шеварлић (Београд, 28. јун 1914 — Београд, 11. март 2001) био је српски астроном и професор на Грађевинском факултету и на Катедри за астрономију (тада Институту) Природно-математичког факултета у Београду.

## Биографија
Рођен је 28. јуна 1914. године у Београду где је завршио основну и средњу школу. Године 1936. дипломирао је на Групи за теоријску математику (А), рационалну и небеску механику (Б) и астрономију (Ц) Филозофског факултета у Београду. Био је запослен на Астрономској опсерваторији, Грађевинском факултету и ПМФ у Београду.
Докторирао је 1960. године са тезом Прилог испитивању промена географске ширине Београда. Године 1961. изабран је за редовног професора астрономије на Геодетском одсеку Грађевинског факултета, а 1962. и за редовног професора астрономије на ПМФ, где је држао предавања из предмета Практична астрономија, Општа астрономија и Историја и методика наставе астрономије. За члана Међународне астрономске уније, Комисије за проучавање промена географске ширине, изабран је 1955. године на IX конгресу у Даблину.
Написао је више научних и стручних радова и два универзитетска уџбеника. Са Захаријем Бркићем одликован је Орденом рада са црвеном заставом 1979. године.
Преминуо је 2001. године.